# لویادا
لویادا (به فرانسوی: Loyada) (به عربی: لویادا) شهرکی در منطقهٔ ارتا واقع در کشور جیبوتی است که در سال ۲۰۰۵ میلادی دارای ۱٫۶۴۶ نفر جمعیت بود.